# ボニー・ベデリア
ボニー・ベデリア（本名: ボニー・ベデリア・カルキン、Bonnie Bedelia Culkin [bəˈdi:lɪə], 1948年3月25日 - ）はアメリカ合衆国の女優であり、アクション映画『ダイ・ハード』、『ダイ・ハード2』や法廷を舞台とした『推定無罪』への出演で知られている。また、映画 Heart Like a Wheel で ゴールデングローブ賞にノミネートされた。現在彼女はNBCの Parenthood に出演している。

## 生い立ち
ニューヨークでジャーナリストのフィリップ・ハーレー・カルキンと作家であり編集者でもあるマリアン・エセル（旧姓 ワグナー）の娘として生まれた。キット・カルキンの妹であり、マコーレー・カルキンとロリー・カルキンの叔母でもある。脚本家のケン・ルバーと1969年4月24日に結婚し、翌年生まれた子供にユリと名付けた。母親となって子育て（1976年には次男のヨナ・ルバーが生まれる）に時間を使うようになると女優としての活躍は減っていった。やがてルバーと離婚し、1995年に3番目の夫であり現在の夫でもある俳優マイケル・マクレーと結婚した。

## 経歴
1961年から1967年までボニーはCBSのソープオペラ Love of Life にサンディ・ポーター役でレギュラー出演していた。1969年4月にはテレビシリーズ『ボナンザ』で "The Unwant" 役でゲスト出演した。その年、彼女は映画『ひとりぼっちの青春』の中でダンス・マラソン大会に出場する妊娠した女性の役でも注目を集めた。
1983年の Heart Like a Wheel でゴールデングローブ賞にノミネートされた。他に『ダイ・ハード』（1988年）と『ダイ・ハード2』（1990年）でブルース・ウィリス演じる主人公ジョン・マクレーンの妻ホリー・ジェネロ・マクレーン役が有名である。ハリソン・フォード主演『推定無罪』（1990年）では主人公の妻バーバラ・サビッチを演じた。
スティーヴン・キング原作『呪われた町』のテレビミニシリーズ『死霊伝説』と『ニードフル・シングス』の映画版にも出演した。彼女は現在NBCのシリーズ Parenthood に出演している。

## 主な出演作品
| 年代            | 題名                                                                   | 役名                                     | 備考                                                                 |
| --------------- | ---------------------------------------------------------------------- | ---------------------------------------- | -------------------------------------------------------------------- |
| 1969年          | さすらいのライダー Then Came Bronson                                   | テンプル・ブルックス                     | テレビシリーズのパイロット版                                         |
| 1969年          | さすらいの大空 The Gypsy Moths                                         | アニー・バーク                           |                                                                      |
| 1969年          | ひとりぼっちの青春 They Shoot Horses, Don't They?                      | ルビー                                   |                                                                      |
| 1970年          | Pursuit of Treasure                                                    |                                          |                                                                      |
| 1970年          | ふたりの誓い Lovers and Other Strangers                                | スーザン・ヘンダーソン                   |                                                                      |
| 1972年          | ロザリー 残酷な美少女 The Strange Vengeance of Rosalie                 | ロザリー                                 |                                                                      |
| 1972年          | Sandcastles                                                            | Jenna Hampshire                          | ジャン・マイケル・ヴィンセントによってテレビ用に作成された74分の作品 |
| 1972年          | ボナンザ Bonanza                                                       | アリス・カートワイト                     | 2つのエピソードに出演                                                |
| 1973年          | Between Friends                                                        | Ellie                                    |                                                                      |
| 1978年          | 私立探偵モーゼス The Big Fix                                           | スザンヌ                                 |                                                                      |
| 1979年          | 死霊伝説 Salem's Lot                                                   | スーザン・ノートン                       | テレビミニシリーズ                                                   |
| 1980年          | Fighting Back: The Rocky Bleier Story                                  | Aleta                                    | テレビ映画                                                           |
| 1982年          | Million Dollar Infield                                                 | Marcia Miller                            | テレビ映画                                                           |
| 1983年          | Heart Like a Wheel                                                     | Shirley Muldowney                        | ゴールデングローブ賞 主演女優賞ドラマ部門 ノミネート                 |
| 1986年          | すみれは、ブルー Violets Are Blue                                      | ルース・スクイアーズ                     |                                                                      |
| 1986年          | Death of an Angel                                                      | Grace                                    |                                                                      |
| 1986年          | ミリィ/少年は空を飛んだ The Boy Who Could Fly                          | シャーリー・マイケルソン                 |                                                                      |
| 1986年          | Alex: The Life of a Child                                              | Carol Deford                             | テレビ                                                               |
| 1987年          | ハモンド家の秘密 Like Father Like Son                                  | 髪にガムが付いた女性                     | （クレジットなし）                                                   |
| 1987年          | The Stranger                                                           | Alice Kildee                             |                                                                      |
| 1988年          | 旅立ちの季節/プリンス・オブ・ペンシルバニア The Prince of Pennsylvania | パム・マーシェッタ                       | インディペンデント・スピリット賞助演女優賞 ノミネート                |
| 1988年          | ダイ・ハード Die Hard                                                  | ホリー・ジェネロ・マクレーン             |                                                                      |
| 1989年          | シャドー・メーカーズ Fat Man and Little Boy                            | キティ・オッペンハイマー                 |                                                                      |
| 1990年          | ダイ・ハード2 Die Hard 2                                               | ホリー・マクレーン                       |                                                                      |
| 1990年          | 推定無罪 Presumed Innocent                                             | バーバラ・サビッチ                       |                                                                      |
| 1993年          | ニードフル・シングス Needful Things                                    | ポリー・チャルマーズ                     |                                                                      |
| 1993年          | 不倫法廷 Judicial Consent                                              | グウェン・ワーウィック                   |                                                                      |
| 1993年          | 堕ちた天使たち Fallen Angels                                           | サリー・クレイトン                       | プライムタイム・エミー賞ゲスト女優賞ドラマ部門 ノミネート            |
| 1994年          | 眠れない夜はあなたと Speechless                                        | アネット                                 |                                                                      |
| 1996年          | A Season in Purgatory                                                  | Valerie Sabbath                          | テレビミニシリーズ                                                   |
| 1996年          | 背徳の涯て/女教師の罪と代償 Her Costly Affair                          | ドクター・ダイアン・ウェスタン           | テレビ映画                                                           |
| 1997年          | Bad Manners                                                            | Nancy                                    |                                                                      |
| 1997年          | Any Mother's Son                                                       | Dorothy Hajdys                           | ケーブルACE賞主演女優賞 映画・ミニシリーズ部門 ノミネート            |
| 1999年          | グロリア Gloria                                                        | ブレンダ                                 |                                                                      |
| 1999年          | 地上より何処かで Anywhere but Here                                     | キャロル                                 |                                                                      |
| 2000年          | Sordid Lives                                                           | Latrelle Williamson                      |                                                                      |
| 2000年          | 恋のピクニック Picnic                                                  | フロ・オーウェンズ                       | テレビ映画                                                           |
| 2001年 - 2004年 | 5人の女刑事たち ザ・ディヴィジョン The Division                        | キャプテン・カイトリン・マッカファーティ | テレビシリーズ （58のエピソードに登場）                              |
| 2003年          | Manhood                                                                | Alice                                    |                                                                      |
| 2005年          | Berkeley                                                               | Hawkins                                  |                                                                      |
| 2008年          | CSI:科学捜査班 CSI: Crime Scene Investigation                          | DDA・マドリン・クライン                  | テレビシリーズ、エピソード「第七の地獄」                             |
| 2008年          | Sordid Lives: The Series                                               | Latrelle Williamson                      | テレビシリーズ（11のエピソードに登場）                               |
| 2010年 - 現在   | Parenthood                                                             | Camille Braverman                        | テレビシリーズ                                                       |